# Championnat du Luxembourg de football 1969-1970
Navigation
Saison précédente Saison suivante
La saison 1969-1970 du Championnat du Luxembourg de football était la 56e édition du championnat de première division au Luxembourg. Les douze meilleurs clubs du pays se retrouvent au sein d'une poule unique, la Division Nationale, où ils s'affrontent deux fois, à domicile et à l'extérieur. À l'issue du championnat, les deux derniers du classement sont relégués et remplacés par les deux meilleurs clubs de Division d'Honneur, la deuxième division luxembourgeoise.
La Jeunesse d'Esch remporte le titre cette saison en terminant en tête du classement final, avec 5 points d'avance sur l'US Rumelange et 6 sur le CA Spora Luxembourg. Il s'agit du 11e titre de champion du Luxembourg de l'histoire de la Jeunesse. Le tenant du titre, l'Avenir Beggen, ne termine qu'à la 7e place, à 14 points du nouveau champion.

## Les 12 clubs participants
| - SC Tétange - Promu de Division d'Honneur - Stade Dudelange - Promu de Division d'Honneur - US Mondorf - US Rumelange - CA Spora Luxembourg - Aris Bonnevoie | - AS La Jeunesse d'Esch - Union Luxembourg - US Dudelange - Avenir Beggen - Red Boys Differdange - Progrès Niedercorn |

## Compétition

### Classement
Le barème utilisé pour établir le classement est le suivant :
- Victoire : 2 points
- Match nul : 1 point
- Défaite : 0 point

| Rang | Équipe               | Pts | J  | G  | N | P  | Bp | Bc | Diff |
| ---- | -------------------- | --- | -- | -- | - | -- | -- | -- | ---- |
| 1    | Jeunesse d'Esch      | 36  | 22 | 15 | 6 | 1  | 55 | 15 | +40  |
| 2    | US Rumelange         | 31  | 22 | 13 | 5 | 4  | 49 | 24 | +25  |
| 3    | CA Spora Luxembourg  | 30  | 22 | 14 | 2 | 6  | 60 | 32 | +28  |
| 4    | Red Boys Differdange | 28  | 22 | 12 | 4 | 6  | 56 | 37 | +19  |
| 5    | Union Luxembourg (C) | 23  | 22 | 9  | 5 | 8  | 52 | 36 | +16  |
| 6    | Aris Bonnevoie       | 23  | 22 | 10 | 3 | 9  | 37 | 42 | -5   |
| 7    | Avenir Beggen (T)    | 22  | 22 | 9  | 4 | 9  | 31 | 31 | 0    |
| 8    | SC Tétange (P)       | 18  | 22 | 6  | 6 | 10 | 25 | 44 | -19  |
| 9    | Stade Dudelange (P)  | 17  | 22 | 8  | 1 | 13 | 41 | 44 | -3   |
| 10   | Progrès Niedercorn   | 16  | 22 | 4  | 8 | 10 | 28 | 45 | -17  |
| 11   | US Dudelange         | 15  | 22 | 3  | 9 | 10 | 24 | 43 | -19  |
| 12   | US Mondorf           | 5   | 22 | 2  | 1 | 19 | 21 | 86 | -65  |

|  | Qualification pour la Coupe d'Europe des clubs champions 1970-1971                           |
|  | Qualification pour la Coupe des Coupes 1970-1971                                             |
|  | Qualification pour la Coupe des villes de foires 1970-1971                                   |
|  | Relégation en Division d'Honneur                                                             |
|  | (T) Tenant du titre (C) Vainqueur de la Coupe du Luxembourg (P) : Promu de deuxième division |

## Bilan de la saison
| Championnat du Luxembourg de football 1969-1970 |                             |
| Champion                                        | Jeunesse d'Esch (11e titre) |
| Coupes et trophées                              |                             |
| Vainqueur de la Coupe du Luxembourg 1969-1970   | Union Luxembourg            |
| Qualifications continentales                    |                             |
| Coupe d'Europe des clubs champions 1970-1971    | Jeunesse d'Esch             |
| Coupe des Coupes 1970-1971                      | Union Luxembourg            |
| Coupe des villes de foires 1970-1971            | US Rumelange                |
| Promotions et relégations                       |                             |
| Promus en Division Nationale                    | Alliance Dudelange          |
| Promus en Division Nationale                    | CS Grevenmacher             |
| Relégués en Division d'Honneur                  | US Dudelange                |
| Relégués en Division d'Honneur                  | US Mondorf                  |